# جان گلن (کارگردان)
جان گلن (انگلیسی: John Glen؛ زادهٔ ۱۵ مهٔ ۱۹۳۲) یک کارگردان، و تدوین‌گر بازنشسته انگلیسی است. او بیشتر به خاطر کارش بر روی مجموعه فیلم‌های جیمز باند، ابتدا با تدوین تعدادی از فیلم‌های قبلی جیمز باند و سپس کارگردانی پنج فیلم دیگر از باند در این فرانچایز شناخته می‌شود.
در طول دهه‌های ۱۹۶۰ و ۱۹۷۰، گلن به‌عنوان تدوینگر و کارگردان واحد دوم، روی فیلم‌هایی مانند سوپرمن (۱۹۷۸) و غازهای وحشی (۱۹۷۸) کار کرد. او همچنین در سه فیلم جیمز باند مشارکت داشت: در خدمت سرویس مخفی ملکه (۱۹۶۹)، جاسوسی که دوستم داشت (۱۹۷۷) و مونریکر (۱۹۷۹)، گلن به مقام کارگردان رسمی این مجموعه ارتقا یافت؛ او به کارگردانی هر پنج فیلم باند دهه ۱۹۸۰ ادامه داد. او رکورددار کارگردانی بیشترین تعداد فیلم در این مجموعه تا به امروز است.

## فیلم‌شناسی
| سال  | فیلم                    | کارگردان فیلم | تدوین فیلم | دستیار کارگردان      |
| ---- | ----------------------- | ------------- | ---------- | -------------------- |
| ۱۹۶۸ | عشق بچه                 |               | آری        |                      |
| ۱۹۶۹ | کسب‌وکار ایتالیایی       |               |            | در عنوان بندی نیامده |
| ۱۹۶۹ | در خدمت سرویس مخفی ملکه |               | آری        | آری                  |
| ۱۹۷۱ | جنگ مورفی               |               | آری        | در عنوان بندی نیامده |
| ۱۹۷۱ | کت لو                   |               |            | آری                  |
| ۱۹۷۲ | پالپ                    |               | آری        |                      |
| ۱۹۷۲ | هدف ثابت                |               | آری        |                      |
| ۱۹۷۳ | خانه عروسک              |               | آری        |                      |
| ۱۹۷۴ | طلا                     |               | آری        | آری                  |
| ۱۹۷۴ | یقین کامل               |               | آری        |                      |
| ۱۹۷۵ | رفتار ناشایست           |               | آری        |                      |
| ۱۹۷۶ | بر سر شیطان فریاد بکش   |               | آری        |                      |
| ۱۹۷۷ | جاسوسی که دوستم داشت    |               | آری        | آری                  |
| ۱۹۷۷ | هفت شب در ژاپن          |               | آری        |                      |
| ۱۹۷۸ | غازهای وحشی             |               | آری        | آری                  |
| ۱۹۷۸ | سوپرمن                  |               |            | آری                  |
| ۱۹۷۹ | مون‌ریکر                 |               | آری        | آری                  |
| ۱۹۸۰ | گرگ‌های دریا             |               | آری        |                      |
| ۱۹۸۱ | فقط به خاطر چشمان تو    | آری           |            |                      |
| ۱۹۸۳ | اختاپوسی                | آری           |            |                      |
| ۱۹۸۵ | نمایی به یک قتل         | آری           |            |                      |
| ۱۹۸۷ | روزهای روشن زندگی       | آری           |            |                      |
| ۱۹۸۹ | جواز قتل                | آری           |            |                      |
| ۱۹۹۰ | پرچم شطرنجی             | آری           |            |                      |
| ۱۹۹۲ | عقاب آهنی ۳             | آری           |            |                      |
| ۱۹۹۲ | کریستف کلمب: اکتشاف     | آری           |            |                      |
| ۲۰۰۱ | مردان جلودار            | آری           |            |                      |